# Reus–Roda de Bará-vasútvonal
A Reus–Roda de Bará-vasútvonal egy 34 km hosszúságú ibériai nyomtávolságú vasútvonal Spanyolországban, Katalónia tartományban Roda de Bará és Reus között. Az Adif 234-es számú vonala. 1884-ben adták át a forgalomnak, és 1992-ben szűnt meg rajta a személyforgalom.